# Sacco di Roma (472)
Il sacco di Roma del 472 si svolse nel contesto della lotta tra l'imperatore romano d'Occidente Antemio e il suo genero e magister Ricimero, un generale di origine semi sveva e semi visigota. Ricimero, dopo aver rotto il patto con Antemio, sancito da un accordo matrimoniale (l'imperatore gli aveva dato in sposa la figlia Alipia), circondò l'imperatore a Roma, nell'area del Palatino, e dopo cinque mesi di assedio lo catturò tra la folla e lo fece decapitare. Il saccheggio della città e l'uccisione di Antemio prelusero all'inevitabile caduta formale dell'impero pochi anni dopo (476).

## Storia
Lo scontro tra Antemio e Ricimero riesplose all'inizio del 472. Ricimero, per porre fine al potere di Antemio, era obbligato a dover calare su Roma e riprenderla con la forza, rompendo il legame di adfinitas matrimoniale con l'imperatore. Antemio dovette fingere di essere ammalato e si rifugiò nella Basilica di San Pietro in Vaticano per sfuggire ai sostenitori di Ricimero. L'imperatore d'Oriente Leone I inviò in Occidente Anicio Olibrio con la duplice missione di mettere pace tra Ricimero e Antemio e, poi, di trattare col re dei Vandali Genserico (il cui figlio aveva sposato la sorella di Olibrio); in realtà l'ambasciata era un modo di sbarazzarsi di Olibrio, che credeva in combutta coi Vandali, e di Ricimero: inviò infatti ad Antemio un secondo messaggero con l'ordine di uccidere Ricimero e Olibrio, ma il messaggio indirizzato all'imperatore d'Occidente cadde nelle mani del capo goto, che le mostrò a Olibrio.
Lo scontro si fece allora aperto. Ricimero proclamò Olibrio imperatore e assediò Antemio a Roma. Antemio era sostenuto dai magistrati e dal popolo della città, di cui si era saputo conquistare il favore, nonché dalle famiglie favorevoli all'intesa con l'Oriente (tra cui i Decii, arcinemici degli Anicii, filo-barbarici). Il magister militum goto aveva dalla propria i contingenti barbarici dell'esercito, tra cui quello di Odoacre. Penetrato a Roma, Ricimero riuscì a separare Antemio, che viveva nel palazzo dei Cesari sul Palatino, dal porto sul Tevere, affamando i sostenitori di Antemio.
L'assedio si prolungò per cinque mesi, da febbraio a luglio e vide la città come principale campo di battaglia. Una parte di essa, attorno al Palatino, come già detto, era controllata da Antemio, mentre le milizie di Ricimero, collocate principalmente apud Anicionis pontem (forse ponte Milvio) e presso Pons Hadriani, occupavano le aree di Trastevere, del Gianicolo e del Vaticano. Ricimero, forte del controllo dei ponti e del possesso degli accessi del Tevere, impediva i rifornimenti, precipitando i nemici nella fame e nelle epidemie.
Entrambi i contendenti si rivolsero all'esercito della Gallia per ricevere rinforzi; il magister militum per Gallias, il burgundo Gundobado, si schierò dalla parte di Ricimero, suo zio; Antemio allora nominò rector Galliarum Bilimero, il quale a capo di un contingente di Ostrogoti scese in Italia, ma fu sconfitto e ucciso in giugno (assieme a una buona parte delle forze di Antemio), mentre cercava di impedire a Ricimero e ai suoi ariani di passare dalla zona trasteverina al centro della città attraverso il Ponte Elio, davanti al mausoleo di Adriano. Dopo questa battaglia anche i restanti Ostrogoti si unirono a Ricimero, dopodiché gli ultimi difensori della città si arresero.
Persa ogni speranza di aiuto esterno e afflitto dalla mancanza di viveri, Antemio tentò un ultimo assalto, ma i suoi uomini furono sterminati e perseguiti con l'accusa di tradimento da parte di Ricimero. L'imperatore fuggì nella chiesa consacrata al martire Crisogono, dove però fu riconosciuto, catturato e decapitato da Gundobado o da Ricimero stesso l'11 luglio 472. Già dall'aprile del 472 era stato proclamato un contro-imperatore, fantoccio di Ricimero, il citato Olibrio (esponente degli Anicii), secondo quanto era stato accordato con i Vandali di Genserico, che ora si trovò unico imperatore per conto di Ricimero.
Con la fine di Antemio, la città rimase vittima di un nuovo terribile saccheggio, accostabile a quelli di Alarico o a quello vandalo del 455. Solo le parti della città occupate dagli uomini di Ricimero durante l'assedio furono risparmiate secondo Paolo Diacono. Su pressione di Olibrio, gli edifici sacri furono grossomodo poco coinvolti, per quanto lo rendesse possibile la furia devastatrice degli assedianti.

### Fonti antiche
- Paolo Diacono, Historia Romana, XV, 2-5
- Giovanni Malalas, Chronicon, 373-375

### Fonti moderne
- Tony Jaques, Dictionary of Battles and Sieges: A-E. Greenwood Publishing Group (2007), ISBN 0313335370.
- Umberto Roberto, Il terzo sacco di Roma e il destino dell'Occidente (luglio 472), in «La trasformazione del mondo romano e le grandi migrazioni», Atti del Convegno internazionale di studi (Cimitile-Santa Maria Capua Vetere 16-17 giugno 2011), a cura di C. Ebanista e M. Rotili, Tavolario Edizioni, Napoli 2012, pp. 9–18.